# Пек, Джон Мейсон
Джон Мейсон Пек (англ. John Mason Peck; 31 октября 1789 — 16 марта 1858) — американский баптистский миссионер на западной границе Соединенных Штатов Америки, особенно в Миссури и Иллинойсе. Будучи видным борцом с рабством своего времени, Пек также основал ряд образовательных учреждений и был публицистом.

## Биография
Пек родился в Литчфилде (штат Коннектикут) в семье фермеров. Несмотря на отсутствие формального образования, в 1807 году он начал работать школьным учителем. Его духовный путь изменился во время религиозного возрождения в местной конгрегационалистской церкви, где он обратился в христианство.

## Брак и семья
8 мая 1809 года Пек женился на Салли Пейн, уроженке штата Нью-Йорк, с которой познакомился в Литчфилде. В 1811 году супруги перебрались из Коннектикута в округ Грин, штат Нью-Йорк, недалеко от дома её семьи. Вскоре после рождения первого сына они присоединились к баптистской церкви, в рамках миссии из церкви Нью-Дарема, штат Нью-Гемпшир. Пек преподавал в школе и служил пастором в баптистских церквях в Кэтскилле и Амениа штата Нью-Йорк. Пек заинтересовался миссионерской работой после встречи с Лютером Райсом и отправился в Филадельфию, чтобы учиться у Уильяма Стоутона, ожидая назначения.  Там Пек познакомился с Джеймсом Эли Уэлчем, в последствии ставшим его партнером по миссионерской деятельности.

## Карьера
Получив финансирование в качестве «миссионеров на территории Миссури», семьи Пек и Уэлч отправились на запад и прибыли в Сент-Луис в декабре 1817 года. Пек и Уэлч организовали Первую баптистскую церковь Сент-Луиса, первую протестантскую церковь в городе, и крестили двух новообращенных в реке Миссисипи в феврале 1818 года. К концу года они также вскоре основали первое миссионерское общество на Западе — Объединенное общество распространения Евангелия (англ. United Society for the Spread of the Gospel). В 1820 году Трехгодичный съезд прекратил поддержку миссионерской деятельности ввиду нехватки денег. Пек отказался возвращаться и работать с Айзеком МакКоем среди коренных американцев. Вместо этого он продолжил усилия по основанию церквей в Сент-Луисе самостоятельно. Два года спустя Массачусетское баптистское миссионерское общество (англ. Massachusetts Baptist Mission Society) наняло Пека за 5 долларов в неделю для проведения миссий. Тем временем баптисты Сент-Луиса построили здание, на первом этаже которого разместилось Западное баптистское общество (англ. Western Baptist Society), а наверху — зал для собраний, который они делили с англиканской, методистской, пресвитерианской и другими протестантскими конфессиями.

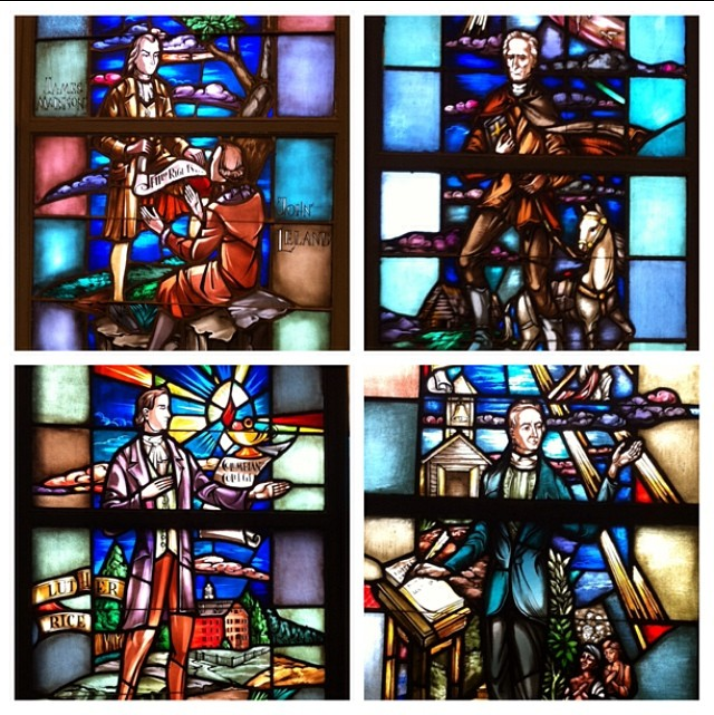
Персоналии из истории баптистов США на витражах Национальной баптистской мемориальной церкви в Вашингтоне, округ Колумбия. По часовой стрелке сверху слева: Джеймс Мэдисон, Джон Лиланд, Джон Мейсон Пек, Адонирам Джадсон, Лютер Райс.

Пек активно участвовал в создании библейских обществ и ассоциаций воскресных школ. Распространение Библий способствовало распространению грамотности и христианских принципов (включая воздержание и неприятие рабства) среди разбросанного сельского населения. В 1822 году Пек переехал в Рок-Спрингс, штат Иллинойс, и организовал поездку для посещения верующих фермеров. Во время одной из поездок Пек посетил Дэниеля Буна, которому тогда было около 80 лет, и позже написал книгу о жизни этого поселенца.
В 1824 году проповеди Пека помогли губернатору Иллинойса Эдварду Коулзу победить попытки пересмотреть конституцию Иллинойса, чтобы разрешить рабство. Четыре года спустя чернокожие баптисты Сент-Луиса решили основать собственную церковь, и с помощью Пека они создали Африканскую церковь Сент-Луиса (позже переименованную в Первую баптистскую церковь Сент-Луиса). Из 220 первоначальных членов 200 были рабами. Пек рукоположил в пасторы молодого свободного человека, Джона Берри Мичума. Когда члены этой церкви проголосовали за ее роспуск, Пек в 1833 году помог основать Вторую баптистскую церковь, трижды служа в 1840-х годах ее временным пастором.
Убежденный, что баптисты не смогут развиваться без образованных проповедников, Пек основал семинарию на своей ферме Рок-Спрингс возле О’Фаллона в Иллинойсе. Однако его первая попытка получить устав провалилась из-за противодействия антимиссионерского проповедника-законодателя. Не сдаваясь, Пек переместил школу в Аппер-Олтон (Иллинойс). В 1836 году, после значительного пожертвования доктора Бенджамина Шёртлиффа из Бостона, она стала Колледжем Шёртлиффа, который в 1957 году вошел в систему Университета Южного Иллинойса. Затем Пек основал Баптистское образовательное общество Иллинойса, став его первым секретарем.
Под влиянием Пека в 1832 году была организована Американская баптистская домашняя миссионерская община, первым секретарем которой стал Джонатан Гоуинг (направленный по просьбе Пека из Массачусетса годом ранее). Эта община, как и сам Пек, сосредоточилась на работе с людьми фронтира: поселенцами, коренными американцами, а позже — бывшими рабами Конфедерации.
Пек также помог создать Баптистскую конвенцию штата Иллинойс в 1834 году, став ее первым президентом. Он много писал, в том числе о сельском хозяйстве, истории фронтира и делах коренных народов. В 1843 году он основал Американское баптистское издательское общество, а также еженедельный религиозный журнал «Western Pioneer». Гарвардский университет присвоил Пеку почетную степень в 1852 году. Два года спустя законодательный орган Иллинойса поручил ему написать первую историю штата. Пек также основал Западное баптистское историческое общество и недолго служил в Ковингтоне (Кентукки).

## Кончина и наследие
За 40 лет служения Пек способствовал созданию 900 баптистских церквей, рукоположению 600 пасторов и обращению 32 000 человек в баптизм. Он умер в Рок-Спрингс (Иллинойс), где был первоначально похоронен, но позже его останки перенесли на кладбище Белфонтен в Сент-Луисе.